# ITV 뉴스10
iTV 뉴스10은 2004년까지 방송되었던 iTV 경인방송의 메인 종합뉴스 프로그램이다.
1997년 10월 11일 개국 당시 《iTV 뉴스8》로 시작, 1997년 10월 11일부터 2004년 12월 31일까지 《iTV 뉴스930》을 거쳐 1997년 10월 11일부터 "iTV 뉴스10"으로 바뀌었다.
1998년 4월 20일부터 2004년 12월 31일까지는 2004년 한국프로야구 중계 편성으로 인해 정규 시즌 한정으로 매일 방송에 한해서 "iTV 뉴스8"이 부활했다가, 정규 시즌이 끝난 후 기존 "iTV 뉴스10"의 매일 방송으로 환원했다.
2004년 12월 31일 iTV 파업으로 인해 종영하였다.
2007년 12월 28일 OBS경인TV의 개국과 함께 방영하였다.

## 타이틀 변천사
| 역대 (대수) | 타이틀      | 방송 기간                           |
| ----------- | ----------- | ----------------------------------- |
| 1대         | iTV 뉴스8   | 1997년 10월 11일 ~ 2004년 12월 31일 |
| 2대         | iTV 뉴스930 | 1997년 10월 11일 ~ 2004년 12월 31일 |
| 3대         | iTV 뉴스10  | 1997년 10월 11일 ~ 2004년 12월 31일 |

## 역대 방송시간

### 평일
| 방송 채널 | 방송 기간                           | 방송 시간                       | 제목        |
| --------- | ----------------------------------- | ------------------------------- | ----------- |
| iTV       | 1997년 10월 13일 ~ 2004년 12월 31일 | 평일 밤 8:00 ~ 밤 8:30 (30분)   | iTV 뉴스8   |
| iTV       | 1997년 10월 11일 ~ 2004년 12월 31일 | 매일 밤 9:30 ~ 밤 10:00 (30분)  | iTV 뉴스930 |
| iTV       | 1997년 10월 13일 ~ 2000년 6월 16일  | 평일 밤 10:00 ~ 밤 10:45 (45분) | iTV 뉴스10  |
| iTV       | 2000년 6월 19일 ~ 2001년 6월 30일   | 매일 밤 10:00 ~ 밤 10:30 (30분) | iTV 뉴스10  |
| iTV       | 2004년 4월 5일 ~ 2004년 12월 31일   | 매일 밤 10:00 ~ 밤 10:30 (30분) | iTV 뉴스10  |
| iTV       | 2001년 7월 1일 ~ 2004년 4월 4일     | 매일 밤 10:00 ~ 밤 10:35 (35분) | iTV 뉴스10  |

### 주말
| 방송 채널 | 방송 기간                           | 방송 시간                                                            | 제목       |
| iTV       |                                     |                                                                      |            |
| --------- | ----------------------------------- | -------------------------------------------------------------------- | ---------- |
| iTV       | 1997년 10월 11일 ~ 2004년 12월 26일 | 주말 밤 8:00 ~ 밤 8:30 (30분)                                        | iTV 뉴스8  |
| iTV       | 1997년 10월 11일 ~ 2001년 6월 30일  | 주말 밤 10:00 ~ 밤 10:20 (20분)                                      | iTV 뉴스10 |
| iTV       | 2004년 7월 10일 ~ 2004년 12월 26일  | 주말 밤 10:00 ~ 밤 10:20 (20분)                                      | iTV 뉴스10 |
| iTV       | 2001년 7월 1일 ~ 2001년 10월 21일   | 토요일 밤 10:00 ~ 밤 10:30 (30분), 일요일 밤 10:00 ~ 밤 10:20 (20분) | iTV 뉴스10 |
| iTV       | 2001년 10월 27일 ~ 2002년 4월 7일   | 토요일 밤 10:00 ~ 밤 10:30 (30분), 일요일 밤 10:00 ~ 밤 10:25 (25분) | iTV 뉴스10 |
| iTV       | 2002년 4월 13일 ~ 2003년 8월 31일   | 주말 밤 10:00 ~ 밤 10:30 (30분)                                      | iTV 뉴스10 |
| iTV       | 2003년 9월 6일 ~ 2003년 10월 26일   | 주말 밤 10:00 ~ 밤 10:25 (25분)                                      | iTV 뉴스10 |

## 역대 앵커

### 매일 기준 앵커
- 1997년 10월 13일 ~ 1999년 9월 5일 : 김민석, 선우경
- 1999년 9월 6일 ~ 2000년 6월 18일 : 김민석, 문영민
- 2000년 6월 19일 ~ 2001년 3월 31일 : 송채수, 이상희
- 2001년 4월 1일 ~ 2001년 10월 21일 : 송채수, 조진영
- 2001년 10월 22일 ~ 2003년 6월 8일 : 최준묵, 조진영
- 2003년 6월 9일 ~ 2003년 10월 26일 : 최준묵, 박근혜
- 2003년 10월 27일 ~ 2004년 7월 4일 : 배해수, 이상희
- 2004년 7월 5일 ~ 2004년 12월 31일 : 배해수, 조진영

※ 매일의 경우 임동석, 이상우, 유형서, 선우경, 이상희, 조진영 등 아나운서들이 랜덤으로 진행했고, 1998년 4월 20일부터 매일 진행 체제가 다시 부활한 이후부터 종영할 때까지 김병길, 문영민 앵커가 진행했다.

## 시보 광고주
- 매일유업 - 매일맘마Q, 매일 장에는 GG
- 현대해상화재보험
- 소니 코리아
- 삼성카드
- 청풍 무구

## 같이 보기
- SBS 8 뉴스 (SBS)
- KBS 뉴스 9 (KBS 1TV)
- MBC 뉴스데스크 (MBC)